# هنري ويليام ورلي
هنري ويليام ورلي هو سياسي أمريكي، ولد في 9 أبريل 1877 في لندن في المملكة المتحدة، وتوفي في 5 أغسطس 1938. نشط حزبياً في الحزب الديمقراطي.